# Altiphrynoides
Altiphrynoides é um gênero de sapos verdadeiros, comumente referidos como sapos-etíopes. O alcance destas espécies inclui as montanhas do centro-sul da Etiópia, nas províncias de Arussi, Balé, e Sidamo

## Espécies
| Nome binominal e autor                    | Nome comum                                      |
| ----------------------------------------- | ----------------------------------------------- |
| Altiphrynoides malcolmi (Grandison, 1978) | Malcolm's Ethiopia Toad (Em Perigo)             |
| Altiphrynoides osgoodi (Loveridge, 1932)  | Osgood's Ethiopian Toad (Possivelmente Extinto) |